# Małgorzata Majza
Małgorzata Helena Majza, po mężu Dymek (ur. 22 lutego 1965 w Rudzie Śląskiej) – polska gimnastyczka sportowa, uczestniczka igrzysk olimpijskich (1980).

## Kariera sportowa
W latach 1972–1980 reprezentowała klub Slavia Ruda Śląska, zaś jej trenerem był Jerzy Jokiel. Reprezentowała Polskę na zawodach międzynarodowych w latach 1978–1981. W 1979 roku została mistrzynią Polski w skoku
Uczestniczka mistrzostw świata w 1979 w Fort Worth podczas których zajęła 65. miejsce w wieloboju indywidualnym oraz 11. miejsce w wieloboju drużynowym.
Uczestniczka mistrzostw Europy w 1979 roku w Kopenhadze podczas których zajęła 31. miejsce w wieloboju.

## Osiągnięcia
| Zawody               | Rok  | Konkurencja | Konkurencja | Konkurencja | Konkurencja | Konkurencja   | Konkurencja    |
| Zawody               | Rok  | VT          | UB          | BB          | FX          | wielobój ind. | wielobój druż. |
| -------------------- | ---- | ----------- | ----------- | ----------- | ----------- | ------------- | -------------- |
| Igrzyska olimpijskie | 1980 | 41T QR      | 35 QR       | 38T QR      | 30 QR       | 20            | 7              |